# Ушо
Ушо (итал. Uscio) је насеље у Италији у округу Ђенова, региону Лигурија.
Према процени из 2011. у насељу је живело 2163 становника. Насеље се налази на надморској висини од 350 м.

## Становништво
Према резултатима пописа становништва 2011. у општини је живело 2.275 становника.
| 1931. | 1936. | 1951. | 1961. | 1971. | 1981. | 1991. | 2001. | 2011. |
| ----- | ----- | ----- | ----- | ----- | ----- | ----- | ----- | ----- |
| 2.972 | 2.713 | 2.365 | 2.383 | 2.127 | 2.154 | 2.251 | 2.198 | 2.275 |